# Arnold Rodgers
Arnold William Rodgers (Wickersley, 5 dicembre 1923 – 6 ottobre 1993) è stato un calciatore inglese, di ruolo attaccante.

## Caratteristiche tecniche
Era un centravanti.

## Carriera

### Giocatore
Esordisce tra i professionisti dopo la pausa dei campionati dovuta alla Seconda guerra mondiale, all'età di 23 anni (ne aveva 16 all'interruzione dei campionati, nel 1939): tra il 1946 ed il 1950 fa parte della rosa dell'Huddersfield Town, club della prima divisione inglese, con cui pur avendo delle ottime medie realizzative non riesce mai ad imporsi come titolare: in 4 anni di permanenza gioca infatti in totale solamente 28 partite di campionato, nelle quali mette comunque a segno 17 reti. Nel 1950 si trasferisce al Bristol City, club di terza divisione: rimane in squadra per complessive 6 stagioni, di cui 5 (dal 1950 al 1955) in terza divisione ed una (la stagione 1955-1956) in seconda divisione, per un totale di 195 presenze e 106 reti in partite di campionato. Trascorre infine un'ultima stagione da professionista con lo Shrewsbury Town, club di terza divisione, con un ruolo da comprimario (13 presenze e 3 reti).

### Allenatore
Subito dopo il ritiro va ad allenare i semiprofessionisti del Welton Rovers. Tra il 1967 ed il 1970 allena i semiprofessionisti del Bath City.

## Palmarès

### Giocatore

#### Competizioni nazionali
- Third Division South: 1

Bristol City: 1954-1955

### Allenatore

#### Competizioni regionali
- Somerset Premier Cup: 2

Bath City: 1967-1968, 1969-1970